# Геленово (гміна Слесін)
Геленово (пол. Helenowo) — село в Польщі, у гміні Слесін Конінського повіту Великопольського воєводства.
У 1975-1998 роках село належало до Конінського воєводства.